# آرامگاه ابوسعید ابوالخیر (ترکمنستان)
آرامگاه ابوسعید ابوالخیر عارف و دانشمند بنام ایرانی سده‌های چهارم و پنجم قمری که در ۱۳۰ کیلومتری جنوب شرقی ترکمنستان امروزی و همجوار با مرز ایران واقع شده است. این بنای تاریخی در آن سوی دامنه رشته کوه‌های هزار مسجد خراسان و در بیابانی گسترده و پوشیده از خار و خاشاک در حومه شهرک مهنه ترکمنستان است و نیاز به بازسازی دارد. هم‌اکنون آرامگاه ابوسعید به زیارتگاه ترکمن‌ها و دوستداران این عارف تبدیل شده است.
این آرامگاه در استان آخال، شهرستان قهقهه، ۵ کیلومتری شمال شرق شهرک میهنه در ترکمنستان امروزی، ۲۰ کیلومتری مرز ایران (همجوار شهرستان درگز خراسان رضوی) قرار دارد.

## تاریخچه
اولین بار پس از درگذشت وی، آرامگاهی به سبک بناهای تاریخی دوران سلجوقی و اسلامی توسط شاهان سلجوقی در ۱۰۴۹ میلادی بر آرامگاه وی احداث شد که در فاصله حدود پنج کیلومتری شهرک فعلی مهنه قرار دارد. این بنا تاکنون پابرجاست و توسط دولت ترکمنستان بعنوان یک اثر تاریخی و فرهنگی به ثبت رسیده و مورد حفاظت قرار گرفته است.

## معماری
آرمگاه ابوسعید مطابق پلان یک ساختمان واحد مربع شکل با اضلاع ۳٫۱۰ متر در ۵٫۱۰ متر است.
ضخامت دیوار عمارت ۵٫۲ تا ۳ متر بوده و از درون آنها گالری‌هایی (راهرو) می‌گذرند و آجرهای بکار رفته در بنا نیز به ابعاد ۵٫۲۲ در ۵٫۲۴ سانتی‌متر است.
بنای بیرونی آرامگاه ابوسعید ابوالخیر به دلیل گلی بودن آن در حال فرو ریختن است.
ترکمن‌ها علاقه ویژه‌ای به ابوسعید ابوالخیر که در نزد آنها به منه بابا مشهور است دارند و هر روز شمار زیادی از ترکمن‌ها به زیارت این آرامگاه می‌آیند.
بزرگانی چون ابوسعید ابوالخیر، انوری ابیوردی، خواجه یوسف همدانی، کسایی مروزی، شیخ نجم‌الدین کبری، ابوعلی دقاق از جمله ده‌ها شخصیت تأثیرگذار در فرهنگ و ادب فارسی هستند که هم‌اکنون در ترکمنستان و سایر نقاط بعنوان شخصیت‌های تاریخی ملت ایران بزرگ مورد احترام و ستایش قرار می‌گیرند.